# Leichtathletik-Weltmeisterschaften 2011/Teilnehmer (Äquatorialguinea)
| Gelbes Symbol für Goldmedaillen mit stilisierten Olympischen Ringen | Graues Symbol für Silbermedaillen mit stilisierten Olympischen Ringen | Braundes Symbol für Bronzemedaillen mit stilisierten Olympischen Ringen |
| ------------------------------------------------------------------- | --------------------------------------------------------------------- | ----------------------------------------------------------------------- |
| —                                                                   | —                                                                     | —                                                                       |

Der Leichtathletik-Verband Äquatorialguineas stellte bei den Leichtathletik-Weltmeisterschaften 2011 im koreanischen Daegu zwei Teilnehmer. Keiner der Teilnehmer ist in seinem Wettbewerb angetreten.

## Ergebnisse

### Männer

#### Laufdisziplinen
| Athlet       | Disziplin | Vorlauf | Vorlauf | Halbfinale    | Halbfinale    | Finale        | Finale        |
| Athlet       | Disziplin | Zeit    | Platz   | Zeit          | Platz         | Zeit          | Platz         |
| ------------ | --------- | ------- | ------- | ------------- | ------------- | ------------- | ------------- |
| Antimo Oyono | 100 m     | DNS     | DNS     | ausgeschieden | ausgeschieden | ausgeschieden | ausgeschieden |

### Frauen

#### Laufdisziplinen
| Athletin       | Disziplin | Vorlauf | Vorlauf | Halbfinale    | Halbfinale    | Finale        | Finale        |
| Athletin       | Disziplin | Zeit    | Platz   | Zeit          | Platz         | Zeit          | Platz         |
| -------------- | --------- | ------- | ------- | ------------- | ------------- | ------------- | ------------- |
| Beatriz Mangue | 100 m     | DNS     | DNS     | ausgeschieden | ausgeschieden | ausgeschieden | ausgeschieden |